# Marsipiophora
Marsipiophora là một chi bướm đêm thuộc họ Erebidae.